# Bahnhof Oker Ost

Der Bahnhof Oker Ost war ein Betriebs- und Güterbahnhof an der Bahnstrecke Bad Harzburg–Oker in Harlingerode (Bad Harzburg) im Landkreis Goslar in Niedersachsen. Die Benennung stand in Bezug zum Bahnhof Oker im Goslarer Stadtteil Oker.
Der Bahnhof diente im 20. Jahrhundert zu Abwicklung des Güterverkehrs von Teilen des Hüttenwerks Harz und des Kalksteinbruchs Langenberg. 

## Geografie
Der Bahnhof befand sich etwa 1,5 Kilometer westlich des Ortskerns von Harlingerode und etwa 1,5 Kilometer nordöstlich des Ortskerns von Oker auf dem Gebiet der Stadt Bad Harzburg. Es wurde auf einer Hochfläche errichtet, die sich östlich vom Tal des Flusses Oker befand und als Kaltes Feld bezeichnet wird. Das Hüttenwerk Harz befand unmittelbar südlich des Bahnhofs.

## Geschichte
Mit dem Bau der Bahnstrecke Bad Harzburg–Oker wurde schon ab 1909 auch die Errichtung einer Schmalspurbahn von dem zu jener Zeit von Adolph Willikens betriebenen Kalksteinbruch Langenberg berücksichtigt. Sie knickte aus Richtung Süden kommend auf Höhe des späteren Stellwerks Ozf nach Osten ab und verlief parallel südlich zur Bahnstrecke nach Bad Harzburg bis zum Hang des Rupenklints.
Im Jahr 1919 wurde auf nördlicher Seite die Anschlussbahn der Metall- und Farbwerke Oker aus dem Steinfeld angeschlossen. Dieser Gleisanschluss knickte nach kurzer Führung parallel zur Bahnstrecke Bad Harzburg–Oker nach Nordwesten ab und führte durch das Kalte Feld.
Der Plan für den voll ausgebauten Bahnhof Oker Ost wurde am 14. Mai 1938 durch den Ingenieur Hans Schmidt in Hannover aufgestellt. Im März 1939 initiierten die Unterharzer Berg- und Hüttenwerke das Genehmigungsverfahren zur Neuordnung des bisherigen Kalkwerk-Anschlussgleises zum Betriebsbahnhof Oker Ost für die Zinkhütte Harlingerode. Die Schmalspurstrecke als bisheriger Gleisanschluss des Kalkwerks wurde abgerissen und durch einen Neubau in Normalspur ersetzt. Im Neubau des Betriebsbahnhofs war dafür ein eigener, vom Hüttenbetrieb getrennter Gleisanschluss für das Kalkwerk vorgesehen. Der Planungsentwurf wurde am 22. April 1939 durch die Landesregierung des Freistaats Braunschweig genehmigt. Ebenfalls genehmigt wurde die Errichtung eines 150 Meter langen und 38 Zentimeter hohen Bahnsteigs am Gleis 2 (zum Gleis 2 nördliche Seite, ca. Streckenkilometer 36,85). Etwa 150 Meter südöstlich war eine Fußgängerüberquerung nach Südwesten auf das Gelände geplant, das Anfang des 21. Jahrhunderts zu Electrocycling zählte. Diese Passagieranlagen wurden jedoch zumindest bis 1942 nicht errichtet. Die technisch nicht gesicherten Bahnübergänge (wie die Kreuzung mit der heutigen K 70) durften nur mit 5 km/h und vorherigem Pfeifen befahren werden.
Die genehmigten und vom Betreiber vorgesehenen Anlagen wurden am 18. Juni 1942 offiziell durch die Landespolizei abgenommen. Der Bahnhof Oker Ost wurde um 1953 kurzfristig als betriebsinterner Passagierbahnhof benutzt. Es bestand eine Passagierverbindung zum Bahnhof Oker. 
Die einstige Zahnradbahn wurde nach 1960 vollständig abgerissen, einzig die Erdaufschüttungen sind nordöstlich des Bahnhofs Oker Ost teilweise noch erhalten. Nach erfolgter Stilllegung der meisten Produktionsgebäude der Zinkhütte Harlingerode wurde der Bahnhof Oker Ost zum 27. Oktober 2001 offiziell stillgelegt. Die Gleisanschlüsse der vorher stillgelegten Zinkhütte Harlingerode und des Kalksteinbruchs Langenberg wurden abgetrennt. Der Gleiskörper südlich der Bahnstrecke Bad Harzburg–Oker blieb bis Februar 2021 intakt, war jedoch durch die Trennung von DB Netz ungenutzt und wurde zunehmend durch Ruderalvegetation bewachsen.
Das Unternehmen Industriepark und Verwertungszentrum Harz erwarb zum 1. Oktober 2020 unter anderem den Gleiskörper südlich der Bahnstrecke. Auf dem ungenutzten Bahnhofsgelände sieht das Unternehmen auf einer Fläche von rund 41.000 m² die Einrichtung einer Erweiterungsfläche vor. Damit verbunden ist die Sanierung der Fläche und Versiegelung von rund 50 %. Infolgedessen wurden der Gleiskörper und alle Signale, Weichen und weiteren Bahnanlagen bis auf das Stellwerk Ozf im März 2021 demontiert. Seit Ende September 2021 wird[veraltet] die Fläche mit Bodenaushub verfüllt. Am 29. Oktober 2021 erfolgte die vollständige Entwidmung des Bahnhofgeländes gemäß AEG.

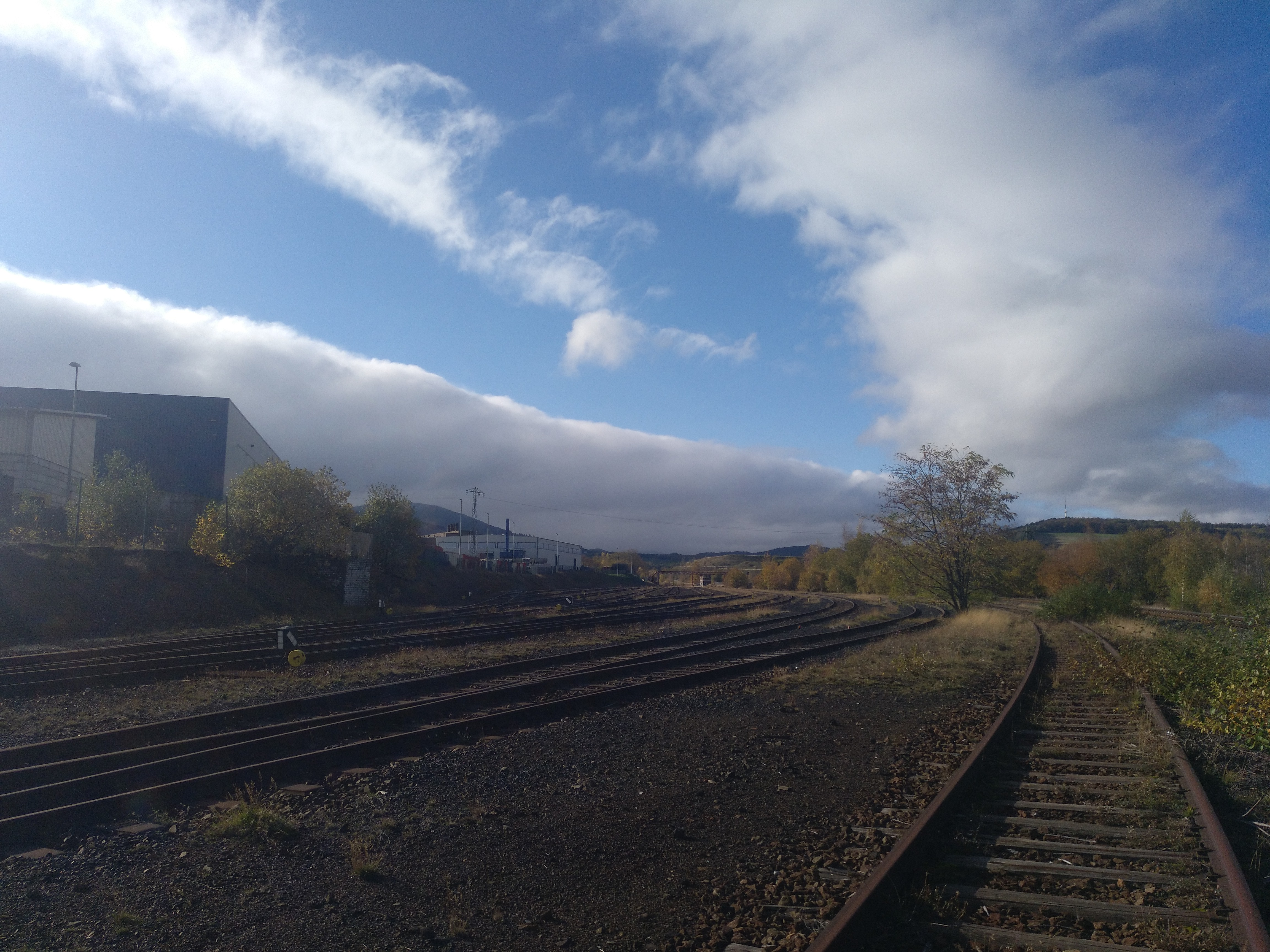
Blick von Gleis 2 auf Gleiskörper, 2020
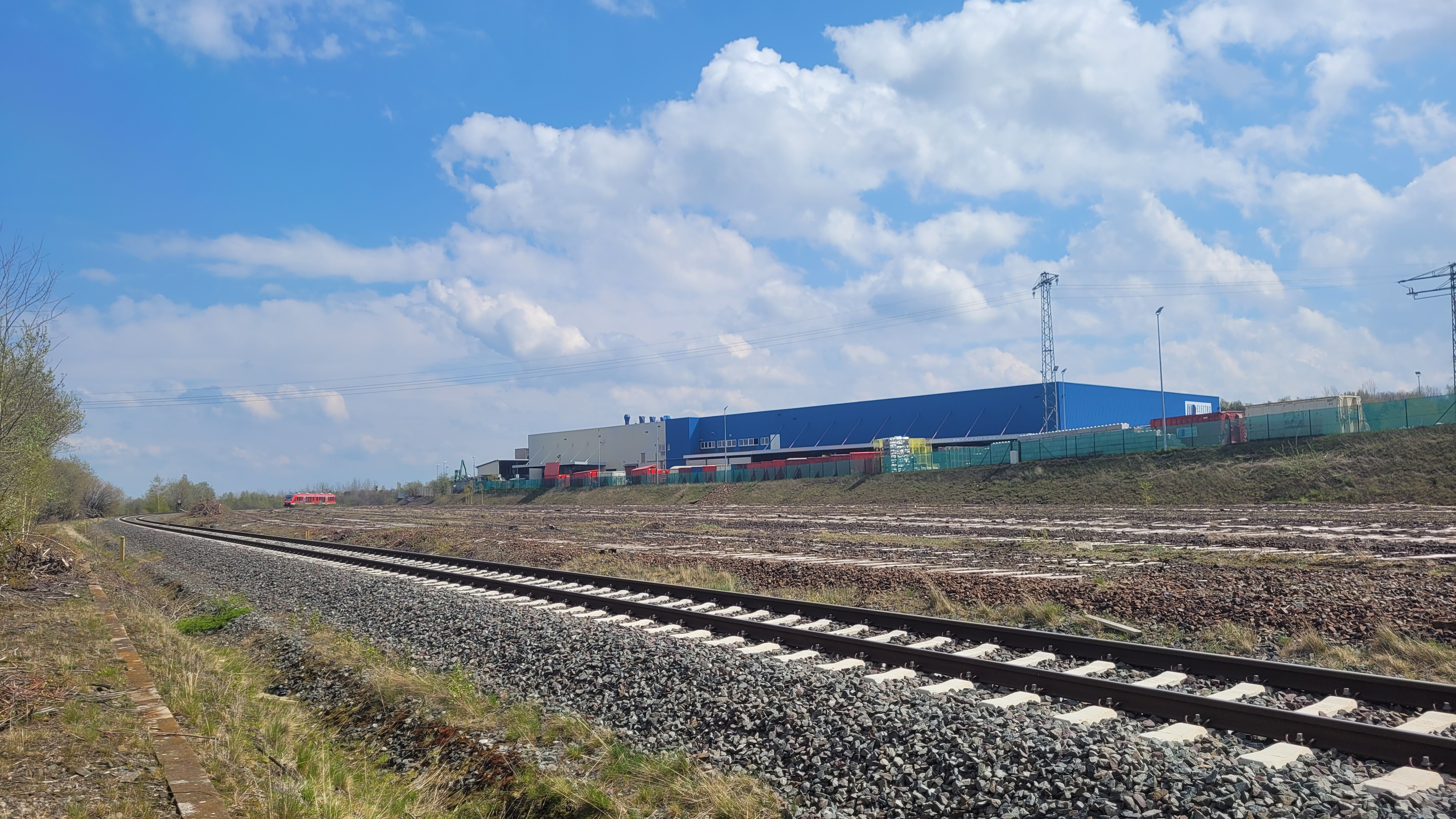
Nach Rückbau der Anlagen, Ende April 2021

## Aufbau

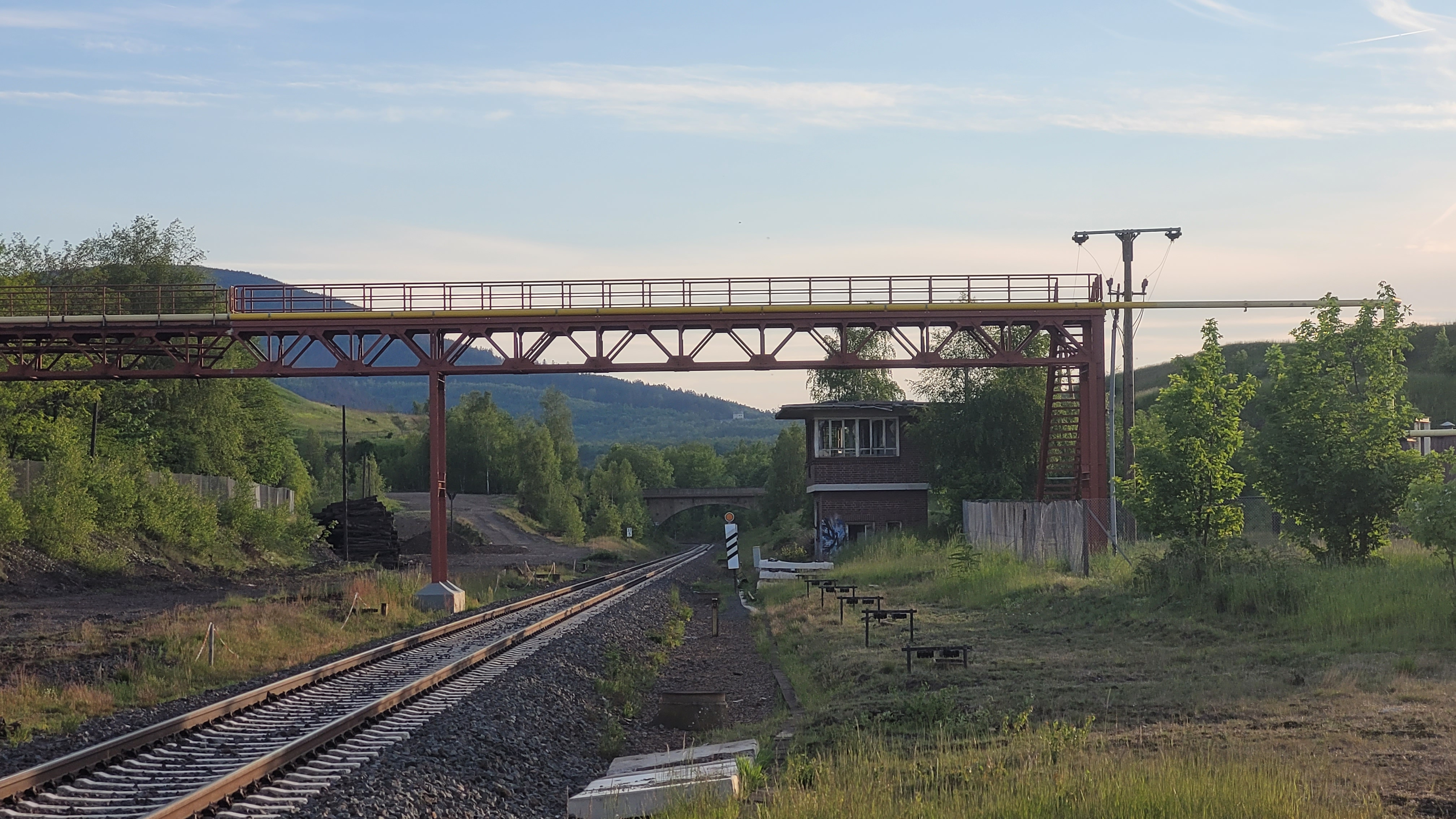
Mechanisches Stellwerk Ozf (2021)

### Gleisanlagen
Die Gleisanlagen des Bahnhofs Oker Ost bestanden nach dem Bau der Zinkhütte Harlingerode aus 13 Gleisen (Nummerierung von Nord nach Süd).
Gleis 1 schloss den restlichen Gleispark an das Durchgangsgleis der Bahnstrecke Bad Harzburg–Oker etwa 200 Meter westlich des Stellwerks Ozf an. Die Gleise 3 und 4 waren Abholgleise und besaßen eine Länge von 533 Metern.
Südlich vom Gleis 4 und nördlich vom Gleis 5 besaß der Kalksteinbruch Langenberg zwei Privatgleise K1 und K2. Das Gleis K5 fädelte westlich vom Stellwerk Ozf nach Südwesten aus, querte die Landstraße höhengleich und führte in die Betriebsanlagen des Kalkwerks hinein.
Die Gleise 5 (Länge: 305 Meter) und 6 (Länge: 274 Meter) waren Zustellgleise. Die Gleise 7 (Länge: 280 Meter) und 8 (Länge: 307 Meter) wurden als Abstellgleise genutzt. Die Gleise 9 (Länge: 232 Meter) und 10 (Länge: 163 Meter) wurden als Werksgleise genutzt, und das Gleis 11 (Länge: 163 Meter) wurde als Umsetzgleis benutzt.

### Stellwerke
Für den Bahnhof Oker Ost sind zwei Stellwerke nachgewiesen. Das Stellwerk Ozf befindet sich am Westende des ehemaligen Bahnhofsgeländes und war ein mechanisches Einheitsstellwerk mit Wechselstromblock. Das Stellwerk wurde im Jahr 1939 in Betrieb genommen und am 27. Oktober 2001 zusammen mit dem Bahnhof stillgelegt. Es ist (Stand: 2022) baulich erhalten, ist öffentlich jedoch nicht zugänglich und durch Vandalismus und Verwitterung stark beschädigt.
Weiter östlich befand sich das Stellwerk Ozo. Es wurde vor 1976 stillgelegt und ist heute restlos abgerissen.